# Saison 2024-2025 des Spurs de San Antonio
La saison 2024-2025 des Spurs de San Antonio est la 58e saison de la franchise et la 49e au sein de la National Basketball Association (NBA). C'est la 52e saison dans la région de San Antonio au Texas.
Le 6 avril, les Spurs sont éliminés de la course aux playoffs après une défaite contre les Trail Blazers de Portland (109-120). 

## Draft
| Tour | Choix | Joueur          | Poste | Nationalité | Provenance                       |
| ---- | ----- | --------------- | ----- | ----------- | -------------------------------- |
| 1    | 4     | Stephon Castle  | SG    | États-Unis  | Huskies du Connecticut           |
| 1    | 8     | Rob Dillingham  | PG/SG | États-Unis  | Wildcats du Kentucky             |
| 2    | 35    | Johnny Furphy   | SG/SF | Australie   | Jayhawks du Kansas               |
| 2    | 48    | Harrison Ingram | SF/PF | États-Unis  | Tar Heels de la Caroline du Nord |

## Matchs

### Summer League
| Summer League Total: 5-3 |

| Match | Date match | Équipe              | Score   | Meilleur marqueur   | Meilleur rebondeur   | Meilleur passeur   | Lieux Spectateurs | Série |
| ----- | ---------- | ------------------- | ------- | ------------------- | -------------------- | ------------------ | ----------------- | ----- |
| 1     | 6 juillet  | Charlotte           | D 65-97 | Stephon Castle (12) | Nathan Mensah (10)   | Stephon Castle (3) | Golden 1 Center 0 | 0 - 1 |
| 2     | 7 juillet  | Sacramento - Team 1 | D 59-85 | Ingram, Ward (11)   | Nathan Mensah (7)    | Jamaree Bouyea (4) | Golden 1 Center 0 | 0 - 2 |
| 3     | 9 juillet  | Team China          | V 89-67 | Stephon Castle (18) | Harrison Ingram (10) | Trois joueurs (5)  | Golden 1 Center 0 | 1 - 2 |

| Match | Date match | Équipe              | Score    | Meilleur marqueur     | Meilleur rebondeur    | Meilleur passeur     | Lieux Spectateurs      | Série |
| ----- | ---------- | ------------------- | -------- | --------------------- | --------------------- | -------------------- | ---------------------- | ----- |
| 1     | 13 juillet | Portland            | V 83-77  | Stephon Castle (22)   | Yauhen Massalski (14) | Jamaree Bouyea (6)   | Thomas & Mack Center 0 | 1 - 0 |
| 2     | 14 juillet | Atlanta             | V 79-76  | D'Moi Hodge (13)      | Yauhen Massalski (11) | Jamaree Bouyea (4)   | Thomas & Mack Center 0 | 2 - 0 |
| 3     | 16 juillet | La Nouvelle-Orléans | V 90-85  | Riley Minix (16)      | Yauhen Massalski (10) | Donovan Williams (5) | Thomas & Mack Center 0 | 3 - 0 |
| 4     | 19 juillet | Philadelphie        | D 80-96  | Jamaree Bouyea (15)   | Harrison Ingram (9)   | Cissoko, Ingram (3)  | Thomas & Mack Center 0 | 3 - 1 |
| 5     | 21 juillet | Toronto             | V 100-89 | Donovan Williams (16) | Yauhen Massalski (13) | Yauhen Massalski (5) | Cox Pavilion 0         | 4 - 1 |

### Pré-saison
| Pré-saison Total: 2-3 (Domicile : 2-1; Extérieur : 0-2) |

| Match | Date match | Équipe        | Score     | Meilleur marqueur      | Meilleur rebondeur     | Meilleur passeur | Lieux Spectateurs        | Série |
| ----- | ---------- | ------------- | --------- | ---------------------- | ---------------------- | ---------------- | ------------------------ | ----- |
| 1     | 7 octobre  | Oklahoma City | D 107-112 | Julian Champagnie (22) | Julian Champagnie (7)  | Blake Wesley (7) | Frost Bank Center 15 393 | 0 - 1 |
| 2     | 9 octobre  | Orlando       | V 107-97  | Stephon Castle (17)    | Victor Wembanyama (9)  | Blake Wesley (5) | Frost Bank Center 16 952 | 1 - 1 |
| 3     | 12 octobre | Utah          | V 126-120 | Keldon Johnson (20)    | Jeremy Sochan (8)      | Chris Paul (8)   | Frost Bank Center 17 635 | 2 - 1 |
| 4     | 15 octobre | @ Miami       | D 117-120 | Jeremy Sochan (18)     | Jeremy Sochan (11)     | Castle, Paul (5) | Kaseya Center 19 600     | 2 - 2 |
| 5     | 17 octobre | @ Houston     | D 107-129 | Stephon Castle (16)    | Bassey, Champagnie (5) | Tre Jones (8)    | Toyota Center 16 424     | 2 - 3 |

### Saison régulière
| Saison régulière Total: 34-48 (Domicile : 20-21; Extérieur : 14-27) |

| Match | Date match | Équipe          | Score     | Meilleur marqueur       | Meilleur rebondeur     | Meilleur passeur       | Lieux Spectateurs               | Série |
| ----- | ---------- | --------------- | --------- | ----------------------- | ---------------------- | ---------------------- | ------------------------------- | ----- |
| 1     | 24 octobre | @ Dallas        | D 109-120 | Champagnie, Sochan (18) | Victor Wembanyama (9)  | Chris Paul (8)         | American Airlines Center 20 373 | 0 - 1 |
| 2     | 26 octobre | Houston         | V 109-106 | Victor Wembanyama (29)  | Jeremy Sochan (12)     | Chris Paul (9)         | Frost Bank Center 18 715        | 1 - 1 |
| 3     | 28 octobre | Houston         | D 101-106 | Jeremy Sochan (22)      | Victor Wembanyama (20) | Castle, Wembanyama (5) | Frost Bank Center 17 519        | 1 - 2 |
| 4     | 30 octobre | @ Oklahoma City | D 93-105  | Harrison Barnes (18)    | Jeremy Sochan (9)      | Chris Paul (9)         | Paycom Center 17 136            | 1 - 3 |
| 5     | 31 octobre | @ Utah          | V 106-88  | Victor Wembanyama (25)  | Victor Wembanyama (9)  | Chris Paul (10)        | Delta Center 18 175             | 2 - 3 |

| Match                                  | Date match  | Équipe          | Score     | Meilleur marqueur      | Meilleur rebondeur         | Meilleur passeur      | Lieux Spectateurs               | Série  |
| -------------------------------------- | ----------- | --------------- | --------- | ---------------------- | -------------------------- | --------------------- | ------------------------------- | ------ |
| 6                                      | 2 novembre  | Minnesota       | V 113-103 | Keldon Johnson (25)    | Jeremy Sochan (10)         | Chris Paul (13)       | Frost Bank Center 18 257        | 3 - 3  |
| 7                                      | 4 novembre  | @ L.A. Clippers | D 104-113 | Victor Wembanyama (24) | Victor Wembanyama (13)     | Chris Paul (10)       | Intuit Dome 15 927              | 3 - 4  |
| 8                                      | 6 novembre  | @ Houston       | D 100-127 | Victor Wembanyama (15) | Sandro Mamukelashvili (7)  | Chris Paul (4)        | Toyota Center 16 208            | 3 - 5  |
| 9                                      | 7 novembre  | Portland        | V 118-105 | Branham, Johnson (17)  | Keldon Johnson (11)        | Blake Wesley (8)      | Frost Bank Center 17 120        | 4 - 5  |
| 10                                     | 9 novembre  | Utah            | D 110-111 | Victor Wembanyama (24) | Victor Wembanyama (16)     | Chris Paul (9)        | Frost Bank Center 18 354        | 4 - 6  |
| 11                                     | 11 novembre | Sacramento      | V 116-96  | Victor Wembanyama (34) | Victor Wembanyama (14)     | Chris Paul (11)       | Frost Bank Center 17 163        | 5 - 6  |
| 12                                     | 13 novembre | Washington      | V 139-130 | Victor Wembanyama (50) | Barnes, Collins (7)        | Chris Paul (11)       | Frost Bank Center 16 602        | 6 - 6  |
| 13                                     | 15 novembre | L.A. Lakers*    | D 115-120 | Victor Wembanyama (28) | Victor Wembanyama (14)     | Chris Paul (11)       | Frost Bank Center 18 916        | 6 - 7  |
| 14                                     | 16 novembre | @ Dallas        | D 93-110  | Zach Collins (20)      | Trois joueurs (6)          | Tre Jones (4)         | American Airlines Center 20 311 | 6 - 8  |
| 15                                     | 19 novembre | Oklahoma City*  | V 110-104 | Keldon Johnson (22)    | Barnes, Bassey (8)         | Chris Paul (11)       | Frost Bank Center 16 667        | 7 - 8  |
| 16                                     | 21 novembre | Utah            | V 126-118 | Harrison Barnes (25)   | Harrison Barnes (10)       | Chris Paul (10)       | Frost Bank Center 17 087        | 8 - 8  |
| 17                                     | 23 novembre | Golden State    | V 104-94  | Victor Wembanyama (25) | Barnes, Mamukelashvili (8) | Victor Wembanyama (9) | Frost Bank Center 18 847        | 9 - 8  |
| 18                                     | 26 novembre | @ Utah*         | V 128-115 | Victor Wembanyama (34) | Harrison Barnes (8)        | Tre Jones (7)         | Delta Center 18 175             | 10 - 8 |
| 19                                     | 27 novembre | L.A. Lakers     | D 101-119 | Victor Wembanyama (20) | Victor Wembanyama (10)     | Stephon Castle (7)    | Frost Bank Center 19 120        | 10 - 9 |
| *Matchs comptant pour la NBA Cup 2024. |             |                 |           |                        |                            |                       |                                 |        |

| Match                                 | Date match   | Équipe              | Score          | Meilleur marqueur      | Meilleur rebondeur     | Meilleur passeur       | Lieux Spectateurs            | Série   |
| ------------------------------------- | ------------ | ------------------- | -------------- | ---------------------- | ---------------------- | ---------------------- | ---------------------------- | ------- |
| 20                                    | 1er décembre | @ Sacramento        | V 127-125      | Victor Wembanyama (34) | Victor Wembanyama (14) | Victor Wembanyama (11) | Golden 1 Center 16 014       | 11 - 9  |
| 21                                    | 3 décembre   | @ Phoenix*          | D 93-104       | Devin Vassell (25)     | Victor Wembanyama (13) | Chris Paul (8)         | Footprint Center 17 071      | 11 - 10 |
| 22                                    | 5 décembre   | Chicago             | D 124-139      | Keldon Johnson (28)    | Jeremy Sochan (14)     | Chris Paul (9)         | Frost Bank Center 17 720     | 11 - 11 |
| 23                                    | 6 décembre   | Sacramento          | D 113-140      | Julian Champagnie (30) | Chris Paul (8)         | Chris Paul (13)        | Frost Bank Center 16 796     | 11 - 12 |
| 24                                    | 8 décembre   | La Nouvelle-Orléans | V 121-116      | Victor Wembanyama (25) | Charles Bassey (12)    | Chris Paul (10)        | Frost Bank Center 16 840     | 12 - 12 |
| 25                                    | 13 décembre  | @ Portland          | V 118-116      | Victor Wembanyama (28) | Victor Wembanyama (7)  | Blake Wesley (8)       | Moda Center 17 025           | 13 - 12 |
| 26                                    | 15 décembre  | Minnesota           | D 92-106       | Victor Wembanyama (20) | Jeremy Sochan (15)     | Chris Paul (9)         | Frost Bank Center 16 816     | 13 - 13 |
| 27                                    | 19 décembre  | Atlanta             | V 133-126 (OT) | Victor Wembanyama (42) | Jeremy Sochan (8)      | Chris Paul (8)         | Frost Bank Center 17 852     | 14 - 13 |
| 28                                    | 21 décembre  | Portland            | V 114-94       | Victor Wembanyama (30) | Charles Bassey (12)    | Chris Paul (9)         | Frost Bank Center 18 354     | 15 - 13 |
| 29                                    | 23 décembre  | @ Philadelphie      | D 106-111      | Victor Wembanyama (26) | Victor Wembanyama (9)  | Chris Paul (8)         | Wells Fargo Center 19 986    | 15 - 14 |
| 30                                    | 25 décembre  | @ New York          | D 114-117      | Victor Wembanyama (42) | Victor Wembanyama (18) | Tre Jones (9)          | Madison Square Garden 19 812 | 15 - 15 |
| 31                                    | 27 décembre  | @ Brooklyn          | V 96-87        | Victor Wembanyama (19) | Jeremy Sochan (14)     | Tre Jones (6)          | Barclays Center 17 990       | 16 - 15 |
| 32                                    | 29 décembre  | @ Minnesota         | D 110-112      | Victor Wembanyama (34) | Victor Wembanyama (8)  | Chris Paul (14)        | Target Center 18 978         | 16 - 16 |
| 33                                    | 31 décembre  | L.A. Clippers       | V 122-86       | Victor Wembanyama (27) | Paul, Wembanyama (9)   | Victor Wembanyama (5)  | Frost Bank Center 18 690     | 17 - 16 |
| *Match comptant pour la NBA Cup 2024. |              |                     |                |                        |                        |                        |                              |         |

| Match                                                            | Date match | Équipe        | Score          | Meilleur marqueur      | Meilleur rebondeur     | Meilleur passeur | Lieux Spectateurs        | Série   |
| ---------------------------------------------------------------- | ---------- | ------------- | -------------- | ---------------------- | ---------------------- | ---------------- | ------------------------ | ------- |
| 34                                                               | 3 janvier  | @ Denver      | V 113-110      | Victor Wembanyama (35) | Victor Wembanyama (18) | Chris Paul (11)  | Ball Arena 19 922        | 18 - 16 |
| 35                                                               | 4 janvier  | Denver        | D 111-122 (OT) | Harrison Barnes (22)   | Victor Wembanyama (23) | Chris Paul (8)   | Frost Bank Center 19 038 | 18 - 17 |
| 36                                                               | 6 janvier  | @ Chicago     | D 110-114      | Victor Wembanyama (23) | Victor Wembanyama (14) | Chris Paul (9)   | United Center 18 886     | 18 - 18 |
| 37                                                               | 8 janvier  | @ Milwaukee   | D 105-121      | Keldon Johnson (24)    | Keldon Johnson (11)    | Chris Paul (7)   | Fiserv Forum 17 341      | 18 - 19 |
| -                                                                | 11 janvier | @ L.A. Lakers | Reporté*       | Reporté*               | Reporté*               | Reporté*         | Crypto.com Arena         | -       |
| 38                                                               | 13 janvier | @ L.A. Lakers | V 126-102      | Trois joueurs (23)     | Charles Bassey (9)     | Chris Paul (10)  | Crypto.com Arena 18 737  | 19 - 19 |
| 39                                                               | 15 janvier | Memphis       | D 115-129      | Stephon Castle (26)    | Victor Wembanyama (12) | Chris Paul (5)   | Frost Bank Center 18 354 | 19 - 20 |
| 40                                                               | 17 janvier | Memphis       | D 112-140      | Devin Vassell (21)     | Victor Wembanyama (12) | Barnes, Paul (6) | Frost Bank Center 18 354 | 19 - 21 |
| 41                                                               | 19 janvier | @ Miami       | D 107-128      | Devin Vassell (23)     | Victor Wembanyama (10) | Chris Paul (9)   | Kaseya Center 19 828     | 19 - 22 |
| 42                                                               | 23 janvier | @ Indiana     | V 140-110      | Victor Wembanyama (30) | Victor Wembanyama (11) | Tre Jones (8)    | Accor Arena 15 935       | 20 - 22 |
| 43                                                               | 25 janvier | Indiana       | D 98-136       | Harrison Barnes (25)   | Victor Wembanyama (12) | Chris Paul (8)   | Accor Arena 15 979       | 20 - 23 |
| 44                                                               | 29 janvier | L.A. Clippers | D 116-128      | Victor Wembanyama (23) | Victor Wembanyama (12) | Barnes, Paul (7) | Frost Bank Center 18 354 | 20 - 24 |
| 45                                                               | 31 janvier | Milwaukee     | V 144-118      | Victor Wembanyama (30) | Victor Wembanyama (14) | Chris Paul (9)   | Frost Bank Center 17 804 | 21 - 24 |
| * Le match a été reporté à la suite des incendies à Los Angeles. |            |               |                |                        |                        |                  |                          |         |

| Match                  | Date match  | Équipe                | Score     | Meilleur marqueur        | Meilleur rebondeur        | Meilleur passeur   | Lieux Spectateurs           | Série   |
| ---------------------- | ----------- | --------------------- | --------- | ------------------------ | ------------------------- | ------------------ | --------------------------- | ------- |
| 46                     | 1er février | Miami                 | D 103-105 | Keldon Johnson (19)      | Charles Bassey (15)       | Chris Paul (7)     | Frost Bank Center 18 354    | 21 - 25 |
| 47                     | 3 février   | @ Memphis             | D 109-128 | Victor Wembanyama (27)   | Victor Wembanyama (10)    | Chris Paul (8)     | FedExForum 16 575           | 21 - 26 |
| 48                     | 5 février   | @ Atlanta             | V 126-125 | Fox, Wembanyama (24)     | Victor Wembanyama (12)    | De'Aaron Fox (13)  | State Farm Arena 17 191     | 22 - 26 |
| 49                     | 7 février   | @ Charlotte           | D 116-117 | Stephon Castle (33)      | Jeremy Sochan (12)        | Chris Paul (7)     | Spectrum Center 19 290      | 22 - 27 |
| 50                     | 8 février   | @ Orlando             | D 111-112 | Devin Vassell (25)       | Victor Wembanyama (9)     | De'Aaron Fox (9)   | Kia Center 19 354           | 22 - 28 |
| 51                     | 10 février  | @ Washington          | V 131-121 | Victor Wembanyama (31)   | Victor Wembanyama (15)    | Chris Paul (9)     | Capital One Arena 17 446    | 23 - 28 |
| 52                     | 12 février  | @ Boston              | D 103-116 | De'Aaron Fox (23)        | Victor Wembanyama (13)    | Chris Paul (8)     | TD Garden 19 156            | 23 - 29 |
| NBA All-Star Game 2025 |             |                       |           |                          |                           |                    |                             |         |
| 53                     | 20 février  | Phoenix               | V 120-109 | De'Aaron Fox (26)        | Stephon Castle (10)       | Chris Paul (10)    | Frost Bank Center 16 246    | 24 - 29 |
| 54                     | 21 février  | Détroit               | D 110-125 | Keldon Johnson (28)      | Sandro Mamukelashvili (7) | Fox, Johnson (5)   | Frost Bank Center 16 143    | 24 - 30 |
| 55                     | 23 février  | @ La Nouvelle-Orléans | D 96-114  | Champagnie, Johnson (18) | Bismack Biyombo (10)      | Chris Paul (7)     | Smoothie King Center 17 399 | 24 - 31 |
| 56                     | 25 février  | @ La Nouvelle-Orléans | D 103-109 | Devin Vassell (20)       | Bismack Biyombo (12)      | Chris Paul (10)    | Smoothie King Center 16 767 | 24 - 32 |
| 57                     | 26 février  | @ Houston             | D 106-118 | Castle, Johnson (22)     | Stephon Castle (7)        | Castle, Wesley (5) | Toyota Center 18 055        | 24 - 33 |

| Match | Date match | Équipe              | Score     | Meilleur marqueur          | Meilleur rebondeur         | Meilleur passeur    | Lieux Spectateurs           | Série   |
| ----- | ---------- | ------------------- | --------- | -------------------------- | -------------------------- | ------------------- | --------------------------- | ------- |
| 58    | 1er mars   | @ Memphis           | V 130-128 | Stephon Castle (24)        | Jeremy Sochan (11)         | Chris Paul (8)      | FedExForum 16 822           | 25 - 33 |
| 59    | 2 mars     | Oklahoma City       | D 132-146 | Stephon Castle (32)        | Stephon Castle (8)         | Chris Paul (6)      | Frost Bank Center 17 745    | 25 - 34 |
| 60    | 4 mars     | Brooklyn            | V 127-113 | Devin Vassell (37)         | Bismack Biyombo (14)       | Fox, Paul (7)       | Frost Bank Center 16 703    | 26 - 34 |
| 61    | 7 mars     | @ Sacramento        | D 109-127 | Stephon Castle (25)        | Jeremy Sochan (8)          | De'Aaron Fox (8)    | Golden 1 Center 18 332      | 26 - 35 |
| 62    | 9 mars     | @ Minnesota         | D 124-141 | De'Aaron Fox (22)          | Stephon Castle (7)         | Chris Paul (7)      | Target Center 17 875        | 26 - 36 |
| 63    | 10 mars    | Dallas              | D 129-133 | Harrison Barnes (29)       | Harrison Barnes (8)        | Chris Paul (9)      | Frost Bank Center 17 735    | 26 - 37 |
| 64    | 12 mars    | Dallas              | V 126-116 | De'Aaron Fox (32)          | Devin Vassell (10)         | De'Aaron Fox (11)   | Frost Bank Center 18 354    | 27 - 37 |
| 65    | 14 mars    | Charlotte           | D 134-145 | Stephon Castle (26)        | Champagnie, Johnson (5)    | Bismack Biyombo (4) | Frost Bank Center 18 510    | 27 - 38 |
| 66    | 15 mars    | La Nouvelle-Orléans | V 119-115 | Devin Vassell (22)         | Sandro Mamukelashvili (7)  | Stephon Castle (7)  | Frost Bank Center 18 549    | 28 - 38 |
| 67    | 17 mars    | @ L.A. Lakers       | D 109-125 | Stephon Castle (23)        | Castle, Vassell (8)        | Chris Paul (8)      | Crypto.com Arena 17 723     | 28 - 39 |
| 68    | 19 mars    | New York            | V 120-105 | Sandro Mamukelashvili (34) | Keldon Johnson (10)        | Chris Paul (9)      | Frost Bank Center 18 521    | 29 - 39 |
| 69    | 21 mars    | Philadelphie        | V 128-120 | Jeremy Sochan (23)         | Jeremy Sochan (9)          | Stephon Castle (14) | Frost Bank Center 17 803    | 30 - 39 |
| 70    | 23 mars    | @ Toronto           | V 123-89  | Devin Vassell (25)         | Bismack Biyombo (9)        | Chris Paul (6)      | Scotiabank Arena 18 276     | 31 - 39 |
| 71    | 25 mars    | @ Détroit           | D 96-122  | Devin Vassell (26)         | Bismack Biyombo (7)        | Stephon Castle (4)  | Little Caesars Arena 19 511 | 31 - 40 |
| 72    | 27 mars    | @ Cleveland         | D 116-124 | Castle, Vassell (22)       | Stephon Castle (11)        | Stephon Castle (8)  | Rocket Arena 19 432         | 31 - 41 |
| 73    | 29 mars    | Boston              | D 111-121 | Keldon Johnson (23)        | Jeremy Sochan (8)          | Stephon Castle (8)  | Frost Bank Center 18 674    | 31 - 42 |
| 74    | 30 mars    | Golden State        | D 106-148 | Keldon Johnson (19)        | Sandro Mamukelashvili (11) | Trois joueurs (4)   | Frost Bank Center 18 558    | 31 - 43 |

| Match | Date match | Équipe          | Score     | Meilleur marqueur      | Meilleur rebondeur          | Meilleur passeur    | Lieux Spectateurs        | Série   |
| ----- | ---------- | --------------- | --------- | ---------------------- | --------------------------- | ------------------- | ------------------------ | ------- |
| 75    | 1er avril  | Orlando         | D 105-116 | Harrison Barnes (24)   | Stephon Castle (8)          | Chris Paul (7)      | Frost Bank Center 17 770 | 31 - 44 |
| 76    | 2 avril    | @ Denver        | V 113-106 | Harrison Barnes (20)   | Stephon Castle (15)         | Stephon Castle (9)  | Ball Arena 19 524        | 32 - 44 |
| 77    | 4 avril    | Cleveland       | D 113-114 | Devin Vassell (24)     | Bismack Biyombo (10)        | Stephon Castle (11) | Frost Bank Center 17 819 | 32 - 45 |
| 78    | 6 avril    | @ Portland      | D 109-120 | Stephon Castle (22)    | Trois joueurs (7)           | Chris Paul (9)      | Moda Center 17 928       | 32 - 46 |
| 79    | 8 avril    | @ L.A. Clippers | D 117-122 | Harrison Barnes (24)   | Bismack Biyombo (8)         | Stephon Castle (8)  | Intuit Dome 17 927       | 32 - 47 |
| 80    | 9 avril    | @ Golden State  | V 114-111 | Castle, Johnson (21)   | Johnson, Mamukelashvili (8) | Stephon Castle (5)  | Chase Center 18 064      | 33 - 47 |
| 81    | 11 avril   | @ Phoenix       | D 98-117  | Julian Champagnie (23) | Sandro Mamukelashvili (9)   | Stephon Castle (10) | PHX Arena 17 071         | 33 - 48 |
| 82    | 13 avril   | Toronto         | V 125-118 | Keldon Johnson (23)    | Keldon Johnson (9)          | Castle, Paul (6)    | Frost Bank Center 18 672 | 34 - 48 |

### Confrontations en saison régulière
| Conférence Est      | Conférence Est                              | Conférence Est                              | Conférence Ouest                            | Conférence Ouest                            | Conférence Ouest                            | Conférence Ouest                            | Conférence Ouest                            |
| Division Atlantique | Division Atlantique                         | Division Atlantique                         | Division Nord-Ouest                         | Division Nord-Ouest                         | Division Nord-Ouest                         | Division Nord-Ouest                         | Division Nord-Ouest                         |
| Équipe              | Domicile                                    | Extérieur                                   | Équipe                                      | Domicile                                    | Domicile                                    | Extérieur                                   | Extérieur                                   |
| ------------------- | ------------------------------------------- | ------------------------------------------- | ------------------------------------------- | ------------------------------------------- | ------------------------------------------- | ------------------------------------------- | ------------------------------------------- |
| Boston              | 111-121                                     | 103-116                                     | Denver                                      | 111-122 (OT)                                |                                             | 113-110                                     | 113-106                                     |
| Brooklyn            | 127-113                                     | 96-87                                       | Minnesota                                   | 113-103                                     | 92-106                                      | 110-112                                     | 124-141                                     |
| New York            | 120-105                                     | 114-117                                     | Oklahoma City                               | 110-104                                     | 132-146                                     | 93-105                                      |                                             |
| Philadelphie        | 128-120                                     | 106-111                                     | Portland                                    | 118-105                                     | 114-94                                      | 118-116                                     | 109-120                                     |
| Toronto             | 125-118                                     | 123-89                                      | Utah                                        | 110-111                                     | 126-118                                     | 106-88                                      | 128-115                                     |
| Division            | 6-4 (Domicile : 4-1; Extérieur : 2-3)       | 6-4 (Domicile : 4-1; Extérieur : 2-3)       | Division                                    | 10-8 (Domicile : 5-4; Extérieur : 5-4)      | 10-8 (Domicile : 5-4; Extérieur : 5-4)      | 10-8 (Domicile : 5-4; Extérieur : 5-4)      | 10-8 (Domicile : 5-4; Extérieur : 5-4)      |
| Division Centrale   | Division Centrale                           | Division Centrale                           | Division Pacifique                          | Division Pacifique                          | Division Pacifique                          | Division Pacifique                          | Division Pacifique                          |
| Équipe              | Domicile                                    | Extérieur                                   | Équipe                                      | Domicile                                    | Domicile                                    | Extérieur                                   | Extérieur                                   |
| Chicago             | 124-139                                     | 110-114                                     | Golden State                                | 104-94                                      | 106-148                                     | 114-111                                     |                                             |
| Cleveland           | 113-114                                     | 116-124                                     | L.A. Clippers                               | 122-86                                      | 116-128                                     | 104-113                                     | 117-122                                     |
| Detroit             | 110-125                                     | 96-122                                      | L.A. Lakers                                 | 115-120                                     | 101-119                                     | 109-125                                     | 126-102                                     |
| Indiana             | 98-136                                      | 140-110                                     | Phoenix                                     | 120-109                                     |                                             | 93-104                                      | 98-117                                      |
| Milwaukee           | 144-118                                     | 105-121                                     | Sacramento                                  | 116-96                                      | 113-140                                     | 127-125                                     | 109-127                                     |
| Division            | 2-8 (Domicile : 1-4; Extérieur : 1-4)       | 2-8 (Domicile : 1-4; Extérieur : 1-4)       | Division                                    | 7-11 (Domicile : 4-5; Extérieur : 3-6)      | 7-11 (Domicile : 4-5; Extérieur : 3-6)      | 7-11 (Domicile : 4-5; Extérieur : 3-6)      | 7-11 (Domicile : 4-5; Extérieur : 3-6)      |
| Division Sud-Est    | Division Sud-Est                            | Division Sud-Est                            | Division Sud-Ouest                          | Division Sud-Ouest                          | Division Sud-Ouest                          | Division Sud-Ouest                          | Division Sud-Ouest                          |
| Équipe              | Domicile                                    | Extérieur                                   | Équipe                                      | Domicile                                    | Domicile                                    | Extérieur                                   | Extérieur                                   |
| Atlanta             | 133-126 (OT)                                | 126-125                                     | Dallas                                      | 129-133                                     | 126-116                                     | 109-120                                     | 93-110                                      |
| Charlotte           | 134-145                                     | 116-117                                     | Houston                                     | 109-106                                     | 101-106                                     | 100-127                                     | 106-118                                     |
| Miami               | 103-105                                     | 107-128                                     | Memphis                                     | 115-123                                     | 112-140                                     | 109-128                                     | 130-128                                     |
| Orlando             | 105-116                                     | 111-112                                     | New Orleans                                 | 121-116                                     | 119-115                                     | 96-114                                      | 103-109                                     |
| Washington          | 139-130                                     | 131-121                                     |                                             |                                             |                                             |                                             |                                             |
| Division            | 4-6 (Domicile : 2-3; Extérieur : 2-3)       | 4-6 (Domicile : 2-3; Extérieur : 2-3)       | Division                                    | 5-11 (Domicile : 4-4; Extérieur : 1-7)      | 5-11 (Domicile : 4-4; Extérieur : 1-7)      | 5-11 (Domicile : 4-4; Extérieur : 1-7)      | 5-11 (Domicile : 4-4; Extérieur : 1-7)      |
| Conférence          | 12-18 (Domicile : 6-8; Extérieur : 6-10)    | 12-18 (Domicile : 6-8; Extérieur : 6-10)    | Conférence                                  | 22-30 (Domicile : 13-13; Extérieur : 9-17)  | 22-30 (Domicile : 13-13; Extérieur : 9-17)  | 22-30 (Domicile : 13-13; Extérieur : 9-17)  | 22-30 (Domicile : 13-13; Extérieur : 9-17)  |
| Total               | 34-48 (Domicile : 19-21; Extérieur : 15-27) | 34-48 (Domicile : 19-21; Extérieur : 15-27) | 34-48 (Domicile : 19-21; Extérieur : 15-27) | 34-48 (Domicile : 19-21; Extérieur : 15-27) | 34-48 (Domicile : 19-21; Extérieur : 15-27) | 34-48 (Domicile : 19-21; Extérieur : 15-27) | 34-48 (Domicile : 19-21; Extérieur : 15-27) |

## Classements

### Saison régulière
| Conférence Ouest | Conférence Ouest                    | Conférence Ouest | Conférence Ouest | Conférence Ouest | Conférence Ouest | Conférence Ouest | Conférence Ouest |
| No               | Franchise                           | Vic.             | Def.             | MJ               | V/D              | GB               |                  |
| ---------------- | ----------------------------------- | ---------------- | ---------------- | ---------------- | ---------------- | ---------------- | ---------------- |
| 1                | Thunder d'Oklahoma City - c         | 68               | 14               | 82               | .829             | –                |                  |
| 2                | Rockets de Houston - y              | 52               | 30               | 82               | .634             | 16               |                  |
| 3                | Lakers de Los Angeles - y           | 50               | 32               | 82               | .610             | 18               |                  |
| 4                | Nuggets de Denver - x               | 50               | 32               | 82               | .610             | 18               |                  |
| 5                | Clippers de Los Angeles - x         | 50               | 32               | 82               | .610             | 18               |                  |
| 6                | Timberwolves du Minnesota - x       | 49               | 33               | 82               | .598             | 19               |                  |
|                  |                                     |                  |                  |                  |                  |                  |                  |
| 7                | Warriors de Golden State - x        | 48               | 34               | 82               | .585             | 20               |                  |
| 8                | Grizzlies de Memphis - x            | 48               | 34               | 82               | .585             | 20               |                  |
| 9                | Kings de Sacramento - pi            | 40               | 42               | 82               | .488             | 28               |                  |
| 10               | Mavericks de Dallas - pi            | 39               | 43               | 82               | .476             | 29               |                  |
|                  |                                     |                  |                  |                  |                  |                  |                  |
| 11               | Suns de Phoenix - o                 | 36               | 46               | 82               | .439             | 32               |                  |
| 12               | Trail Blazers de Portland - o       | 36               | 46               | 82               | .439             | 32               |                  |
| 13               | Spurs de San Antonio - o            | 34               | 48               | 82               | .415             | 34               |                  |
| 14               | Pelicans de La Nouvelle-Orléans - o | 21               | 61               | 82               | .256             | 47               |                  |
| 15               | Jazz de l'Utah - o                  | 17               | 65               | 82               | .207             | 51               |                  |

| Division Sud-Ouest           | V  | D  | MJ | V/D  | GB | Dom   | Ext   | Neu | Div  |
| ---------------------------- | -- | -- | -- | ---- | -- | ----- | ----- | --- | ---- |
| Rockets de Houston - y       | 52 | 30 | 82 | .634 | –  | 29-12 | 23-17 | 0-1 | 13-3 |
| Grizzlies de Memphis - x     | 48 | 34 | 82 | .585 | 4  | 26-15 | 22-19 | 0-0 | 11-5 |
| Mavericks de Dallas - pi     | 39 | 43 | 82 | .476 | 13 | 22-18 | 17-25 | 0-0 | 8-8  |
| Spurs de San Antonio - o     | 34 | 48 | 82 | .415 | 18 | 20-20 | 13-27 | 1-1 | 5-11 |
| Pelicans de Nlle-Orléans - o | 21 | 61 | 82 | .256 | 31 | 14-27 | 7-34  | 0-0 | 3-13 |

### NBA In-Season Tournament
| Rang | Équipe                  | %    | J | G | P | Pp  | Pc  | Diff |
| ---- | ----------------------- | ---- | - | - | - | --- | --- | ---- |
| 1    | Thunder d'Oklahoma City | .750 | 4 | 3 | 1 | 437 | 392 | 45   |
| 2    | Suns de Phoenix         | .750 | 4 | 3 | 1 | 434 | 404 | 30   |
| 3    | Lakers de Los Angeles   | .500 | 4 | 2 | 2 | 437 | 461 | -24  |
| 4    | Spurs de San Antonio    | .500 | 4 | 2 | 2 | 446 | 443 | 3    |
| 5    | Jazz de l'Utah          | .000 | 4 | 0 | 4 | 451 | 505 | -54  |

|  | Quarts de finale                     | Quarts de finale                 | Quarts de finale                 | Quarts de finale                 |                         |                         | Demi-finales                     | Demi-finales                     | Demi-finales                     | Demi-finales                     |  |  | Finale                           | Finale                           | Finale                           | Finale                           |
|  |                                      |                                  |                                  |                                  |                         |                         |                                  |                                  |                                  |                                  |  |  |                                  |                                  |                                  |                                  |
|  | 10 décembre 2024 – Milwaukee, WI     | 10 décembre 2024 – Milwaukee, WI | 10 décembre 2024 – Milwaukee, WI | 10 décembre 2024 – Milwaukee, WI |                         |                         | 14 décembre 2024 – Las Vegas, NV | 14 décembre 2024 – Las Vegas, NV | 14 décembre 2024 – Las Vegas, NV | 14 décembre 2024 – Las Vegas, NV |  |  | 17 décembre 2024 – Las Vegas, NV | 17 décembre 2024 – Las Vegas, NV | 17 décembre 2024 – Las Vegas, NV | 17 décembre 2024 – Las Vegas, NV |
|  | 10 décembre 2024 – Milwaukee, WI     | 10 décembre 2024 – Milwaukee, WI | 10 décembre 2024 – Milwaukee, WI | 10 décembre 2024 – Milwaukee, WI |                         |                         | 14 décembre 2024 – Las Vegas, NV | 14 décembre 2024 – Las Vegas, NV | 14 décembre 2024 – Las Vegas, NV | 14 décembre 2024 – Las Vegas, NV |  |  | 17 décembre 2024 – Las Vegas, NV | 17 décembre 2024 – Las Vegas, NV | 17 décembre 2024 – Las Vegas, NV | 17 décembre 2024 – Las Vegas, NV |
|  | Bucks de Milwaukee                   | Bucks de Milwaukee               | 114                              | 114                              |                         |                         | 14 décembre 2024 – Las Vegas, NV | 14 décembre 2024 – Las Vegas, NV | 14 décembre 2024 – Las Vegas, NV | 14 décembre 2024 – Las Vegas, NV |  |  | 17 décembre 2024 – Las Vegas, NV | 17 décembre 2024 – Las Vegas, NV | 17 décembre 2024 – Las Vegas, NV | 17 décembre 2024 – Las Vegas, NV |
|  | Bucks de Milwaukee                   | Bucks de Milwaukee               | 114                              | 114                              |                         |                         | 14 décembre 2024 – Las Vegas, NV | 14 décembre 2024 – Las Vegas, NV | 14 décembre 2024 – Las Vegas, NV | 14 décembre 2024 – Las Vegas, NV |  |  | 17 décembre 2024 – Las Vegas, NV | 17 décembre 2024 – Las Vegas, NV | 17 décembre 2024 – Las Vegas, NV | 17 décembre 2024 – Las Vegas, NV |
|  | Magic d'Orlando                      | Magic d'Orlando                  | 109                              | 109                              |                         |                         | 14 décembre 2024 – Las Vegas, NV | 14 décembre 2024 – Las Vegas, NV | 14 décembre 2024 – Las Vegas, NV | 14 décembre 2024 – Las Vegas, NV |  |  | 17 décembre 2024 – Las Vegas, NV | 17 décembre 2024 – Las Vegas, NV | 17 décembre 2024 – Las Vegas, NV | 17 décembre 2024 – Las Vegas, NV |
|  | Magic d'Orlando                      | Magic d'Orlando                  | 109                              | 109                              | Bucks de Milwaukee      | Bucks de Milwaukee      | 110                              | 110                              |                                  |                                  |  |  | 17 décembre 2024 – Las Vegas, NV | 17 décembre 2024 – Las Vegas, NV | 17 décembre 2024 – Las Vegas, NV | 17 décembre 2024 – Las Vegas, NV |
|  | 11 décembre 2024 – New York, NY      |                                  |                                  |                                  | Bucks de Milwaukee      | Bucks de Milwaukee      | 110                              | 110                              |                                  |                                  |  |  | 17 décembre 2024 – Las Vegas, NV | 17 décembre 2024 – Las Vegas, NV | 17 décembre 2024 – Las Vegas, NV | 17 décembre 2024 – Las Vegas, NV |
|  |                                      |                                  | Hawks d'Atlanta                  | Hawks d'Atlanta                  | 102                     | 102                     |                                  |                                  |                                  |                                  |  |  | 17 décembre 2024 – Las Vegas, NV | 17 décembre 2024 – Las Vegas, NV | 17 décembre 2024 – Las Vegas, NV | 17 décembre 2024 – Las Vegas, NV |
|  | Knicks de New York                   | Knicks de New York               | Hawks d'Atlanta                  | Hawks d'Atlanta                  | 102                     | 102                     | 100                              | 100                              |                                  |                                  |  |  | 17 décembre 2024 – Las Vegas, NV | 17 décembre 2024 – Las Vegas, NV | 17 décembre 2024 – Las Vegas, NV | 17 décembre 2024 – Las Vegas, NV |
|  | Knicks de New York                   | Knicks de New York               | 14 décembre 2024 – Las Vegas, NV |                                  |                         |                         | 100                              | 100                              |                                  |                                  |  |  | 17 décembre 2024 – Las Vegas, NV | 17 décembre 2024 – Las Vegas, NV | 17 décembre 2024 – Las Vegas, NV | 17 décembre 2024 – Las Vegas, NV |
|  | Hawks d'Atlanta                      | Hawks d'Atlanta                  | 108                              | 108                              |                         |                         |                                  |                                  |                                  |                                  |  |  | 17 décembre 2024 – Las Vegas, NV | 17 décembre 2024 – Las Vegas, NV | 17 décembre 2024 – Las Vegas, NV | 17 décembre 2024 – Las Vegas, NV |
|  | Hawks d'Atlanta                      | Hawks d'Atlanta                  | 108                              | 108                              | Bucks de Milwaukee      | Bucks de Milwaukee      | 97                               | 97                               |                                  |                                  |  |  |                                  |                                  |                                  |                                  |
|  | 10 décembre 2024 – Oklahoma City, OK |                                  |                                  |                                  | Bucks de Milwaukee      | Bucks de Milwaukee      | 97                               | 97                               |                                  |                                  |  |  |                                  |                                  |                                  |                                  |
|  |                                      |                                  | Thunder d'Oklahoma City          | Thunder d'Oklahoma City          | 81                      | 81                      |                                  |                                  |                                  |                                  |  |  |                                  |                                  |                                  |                                  |
|  | Thunder d'Oklahoma City              | Thunder d'Oklahoma City          | Thunder d'Oklahoma City          | Thunder d'Oklahoma City          | 81                      | 81                      | 118                              | 118                              |                                  |                                  |  |  |                                  |                                  |                                  |                                  |
|  | Thunder d'Oklahoma City              | Thunder d'Oklahoma City          |                                  |                                  |                         |                         |                                  |                                  |                                  |                                  |  |  |                                  |                                  |                                  |                                  |
|  | Mavericks de Dallas                  | Mavericks de Dallas              | 104                              | 104                              |                         |                         |                                  |                                  |                                  |                                  |  |  |                                  |                                  |                                  |                                  |
|  | Mavericks de Dallas                  | Mavericks de Dallas              | 104                              | 104                              | Thunder d'Oklahoma City | Thunder d'Oklahoma City | 111                              | 111                              |                                  |                                  |  |  |                                  |                                  |                                  |                                  |
|  | 11 décembre 2024 – Houston, TX       |                                  |                                  |                                  | Thunder d'Oklahoma City | Thunder d'Oklahoma City | 111                              | 111                              |                                  |                                  |  |  |                                  |                                  |                                  |                                  |
|  |                                      |                                  | Rockets de Houston               | Rockets de Houston               | 96                      | 96                      |                                  |                                  |                                  |                                  |  |  |                                  |                                  |                                  |                                  |
|  | Rockets de Houston                   | Rockets de Houston               | Rockets de Houston               | Rockets de Houston               | 96                      | 96                      | 91                               | 91                               |                                  |                                  |  |  |                                  |                                  |                                  |                                  |
|  | Rockets de Houston                   | Rockets de Houston               |                                  |                                  |                         |                         |                                  | 91                               |                                  |                                  |  |  |                                  |                                  |                                  |                                  |
|  | Warriors de Golden State             | Warriors de Golden State         | 90                               | 90                               |                         |                         |                                  |                                  |                                  |                                  |  |  |                                  |                                  |                                  |                                  |
|  | Warriors de Golden State             | Warriors de Golden State         | 90                               | 90                               |                         |                         |                                  |                                  |                                  |                                  |  |  |                                  |                                  |                                  |                                  |
|  |                                      |                                  |                                  |                                  |                         |                         |                                  |                                  |                                  |                                  |  |  |                                  |                                  |                                  |                                  |